# 제임스 타코우스키
제임스 앨런 타코우스키(영어: James Alan Tarkowski, 1992년 11월 19일 ~ )은 프리미어리그의 구단인 에버턴에서 수비수으로 활약하고 있는 잉글랜드의 축구 선수이다.